# Stacja Monitoringu Środowiska Przyrodniczego UAM w Białej Górze
Stacja Monitoringu Środowiska Przyrodniczego UAM w Białej Górze – działająca w ramach Zakładu Geoekologii i Monitoringu Środowiska Przyrodniczego Uniwersytetu im. Adama Mickiewicza w Poznaniu, naukowa stacja badawcza, zlokalizowana w Białej Górze (adres: Biała Góra 6, Międzyzdroje).
Stację powołano do życia 17 kwietnia 1996, na mocy porozumienia między UAM, Wolińskim Parkiem Narodowym i Wojewódzkim Inspektoratem Ochrony Środowiska w Szczecinie. Inicjatorem powstania był prof. dr hab. Andrzej Kostrzewski z Poznania. Przy otwarciu obecny był Stanisław Lorenc – rektor UAM. Stacja przeprowadza badania interdyscyplinarne z różnych dziedzin: botaniki, geologii, geografii i innych. Wyspa Wolin jest obszarem o zróżnicowanej budowie geomorfologicznej, krajobrazowej i przyrodniczej, co daje duże pole do badań naukowych z wielu dziedzin. 
Stacja posiada laboratoria naukowe, pracownie i 60 miejsc noclegowych. Kierownikiem jest (2010) dr Jacek Tylkowski. Pierwszym wydarzeniem naukowym w dziejach stacji była ogólnopolska konferencja naukowa na temat monitoringu i funkcjonowania geoekosystemów jeziornych, którą przygotował Instytut Paleogeografii i Geologii UAM.